# 籍姓
籍姓是中文姓氏之一，在《百家姓》中排第275位。在现代是极罕见的姓氏。

## 起源
籍姓有多种来源：
1. 出自姬姓，后以官职为姓。春秋时晋穆侯之孙孙伯黡掌管晋国典籍，是晋国的正卿，他的后代便有以官职为姓者。
2. 以地名为姓。据《潜夫论》载，春秋时上邽（今甘肃天水西南）有籍水，也称洋水。

另有不少籍姓在楚汉相争之时，为避项羽讳改姓席。

## 郡望
- 广平郡：汉景帝时置，治所在今河北省邯郸市永年区一带。

## 延伸阅读
[在维基数据编辑]
 《百家姓》
 《欽定古今圖書集成·明倫彙編·氏族典·籍姓部》，出自陈梦雷《古今圖書集成》